# Лісна (Вілейський район)
Лісна (біл. вёска Лясная) — село в складі Вілейського району Мінської області, Білорусь. Село підпорядковане В'язинській сільській раді, розташоване в північній частині області.